# Lycopsis
- Commons
- Wikispecies

Lycopsis L. é um gênero de plantas pertencente à família Boraginaceae.

## Sinonímia
- Anchusa L.

## Espécies
- Lycopsis arvensis
- Lycopsis longirostrus
- Lycopsis orientalis
- Lista completa

## Classificação do gênero
| Sistema | Classificação                      | Referência               |
| ------- | ---------------------------------- | ------------------------ |
| Linné   | Classe Pentandria, ordem Monogynia | Species plantarum (1753) |